# 소련의 군사점령

소련이 점령한 영토.

소련의 군사점령(러시아어: Военные оккупации СССР, 우크라이나어: Військові окупації Радянським Союзом)은 소련이 점령한 영토를 말한다. 겨울 전쟁으로 핀란드 동부의 영토를, 제2차 세계 대전으로 중앙유럽을 점령했다.
소련은 해당 지역들에 안정된 공산당 정부를 만들고 싶어했다. 이미지에서처럼 소련은 루마니아, 폴란드, 체코슬로바키아, 독일의 프로이센 지방, 독일 동부 지방, 헝가리, 유고슬라비아, 발트 3국, 불가리아, 알바니아를 점령했다. 폴란드는 폴란드 인민 공화국으로 만들었고, 발트 3국, 핀란드 동부는 합병하여 소비에트 연방을 구성하게 하였다.
그 외 루마니아는 몰도바 지방을 점령하고, 불가리아는 영토를 10%정도 할양, 체코슬로바키아는 독일에게 잃었던 보헤미아 지방을 되찾고 체코와 슬로바키아를 합병하고, 유고슬라비아와 알바니아, 폴란드, 헝가리는 공산당 정부로 전환하여 안정된 동구권이 형성되었다.
이 사건은 냉전이 가속화 되는데 영향을 미쳤다.

## 동구권 분배 과정
1944년 ~ 1945년 당시 소련군이 점령한 지역이 처음으로 안게 된 문제는 점령군의 권력을 어떻게 각국 내부 발전의 통제로 변형시킬지에 대한 것이었다. 체코슬로바키아 이외에 이들 모든 나라에서는 공산주의자들이 소수에 불과하였기 때문에, 우선 이들은 각자 연대를 형성하도록 지령받았다. 전쟁이 끝나자, 저항 세력을 중립화하고, 각 정권이 지역 토착의 정부로 보이고 "부르주아 민주주의"와 비슷하게 보일 수 있도록 하기 위해서는 러시아의 역할을 숨기는 것이 중요해졌다 처음에 소비에트가 이들 나라를 지배하는 방식은 대개 3단계의 "블록 정치" 과정으로 이루어졌다. (1) 좌익과 反파시즘 세력이 포괄적인 연대를 이루게 한다. (2) 위장 연대를 조직하여, 여기에서 공산주의자들은 공산주의의 지배를 받아들이지 않으려는 다른 세력들의 구성원을 중립화한다. (3) 완전한 공산주의 지배를 이루는데, 흔히 공산주의자와 여타 좌익 집단이 연합한 새 정당으로 이루어진다.

### 동독

연합군 점령하 독일의 최종도. 소련이 점령한 부분이 동독이다.

독일의 비옥한 지역 상당 부분을 차지하는 오데르-나이세선 동쪽의 독일 영토는 폴란드와 소련에게 넘어갔다.
1945년 6월 회담에서 스탈린은 소련이 점령한 독일 지역의 독일인 공산주의 지도자에게 자신은 영국 점령지에서 영국의 위치를 점차 잠식하고, 미국이 1,2년 내에 철수하며, 독일 전체가 소비에트권의 공산주의자 통치로 들어올 수 있도록 아무에게도 방해받지 않기를 바란다고 말하였다. 1946년 초 스탈린과 다른 지도자들은 불가리아와 유고슬라비아의 대표단을 만난 자리에서 독일이 소비에트이자 공산주의자가 되어야 한다고 말하였다. 공장, 장비, 기술자, 경영자, 능력있는 요인들이 강제로 소련으로 이전되었다. 소비에트의 지배를 받는 여타 동유럽 지역 등 소비에트 지배의 동독에 합병되지 않은 나머지 지역에서는 집권 공산당의 주요 임무는 소련의 명령을 행정 기관에 하달하고, 블록의 다른 세력에게는 이를 자신의 주도로 이루어진 것이라고 위장하는 일이었다. 스탈린의 지령에 따라 소비에트 당국은 강제로 독일 공산당과 사회민주당을 독일 사회주의통일당(SED)으로 합병하였는데, 이때 이 당이 마르크스 레닌주의도 아니고, 소비에트 지향도 아니라고 주장하였다. 독일 사회주의통일당은 1946년 독일의 소련 지역 선거에서 소비에트 당국은 반대 세력을 억압하고 여러 경쟁 정당들이 농촌 지역에 참가하지 못하도록 막았지만 겨우 근소한 차이로 승리하였다. 재산과 산업은 정부 소유로 국유화되었다. 정해진 선을 넘어서는 발언이나 행동을 한 사람은 견책을 당하고, 여러 사람들이 보지 않는 데서 구금, 고문 심지어 처형 등 처벌이 따랐다. 학교 교육에서도 마르크스 레닌주의 사상을 주입하는 것이 학교 교육 과정에서 강제 사항이 되어 교수들과 학생들이 서방으로 탈주하였다. 정부나 사법 기관 혹은 학교에 임직하려는 지원자는 사상 검증을 받아야 하였다. 소비에트의 스메르시 비밀 경찰 등 정교한 정치 경찰 조직이 면밀하게 인민을 감시하였다. 엄격한 검열 제도 때문에 출판과 방송을 접하는 데도 제한이 따랐다.
공산주의자가 아닌 독일 사회주의통일당 반대 세력으로 남은 사람들에게도 첩자가 잠입하여 소비에트의 통합을 지원하기 위하여 이들과 서방 점령 지역내 "부르주아" 세력의 관계를 이용하였는데, 그러면서도 한편 사회주의통일당의 배후에서 과거 나치 세력과 전문 군 장교를 규합하기 위하여 독일 국가민주당(NDPD)이 창설되었다. 1948년 초 티토-스탈린 결렬 당시 사회주의통일당은 러시아를 추종하는 어용 권위주의 정당으로 변화하였다. 중요한 결정은 소련 공산당 중앙 위원회 기관이나 혹은 심지어 스탈린 한 사람의 지시를 거쳐야 하였다. 1949년 초 이제 사실상 내부에서 자신들이 스스로 선출하는 소수 집단인 소련식 정치국이 사회주의통일당을 지배하게 되었다. 1949년 10월 7일 독일 민주 공화국의 건국이 선포되었으며, 이때 소련 외무부에서 동독 정부에 행정권을 부여하였으나, 자치권은 주지 않았으며 점령 정권에 소련의 무제한적인 권한이 행사되며, 행정부, 군부, 비밀 경찰 조직에서 소비에트 세력을 심어놓았다.

### 폴란드

폴란드 동부(회색)은 소비에트 연방 영토로 편입되었으며, 오데르-나이세선 서쪽 독일 땅 대부분(분홍색)은 남은 폴란드(흰색)에 할양되었고, 이 두 지역이 새로이 창설한 폴란드 인민 공화국을 이루게 되었다.

1944년 7월 독일이 점령한 폴란드에 소련이 침입한 뒤 폴란드 망명 정부의 스타니스와프 미코와이치크 (Stanisław Mikołajczyk)는 처칠과 함께 모스크바에 가서 몰로토프-리벤트로프 조약에서 정한 폴란드 동부를 소련 영토로 병합하는 데 반대하였다. 폴란드는 미국 루즈벨트 대통령이 스탈린에게 "제시한" 위장된 노블레스 오블리주에 대한 對소련 정책의 첫 시험이 되었는데, 루즈벨트는 미코와이치크가 모스크바에 가기 전에 "걱정하지 마시오. 스탈린은 당신들의 자유를 뺏을 뜻이 없소."라고 말하였으며, 미국의 지지를 확보한 뒤 "나는 당신네 나라가 이번 전쟁 때문에 피해를 입지 않도록 하겠소."라고 말하였다. 미코와이치크는 더 작은 영토를 제시하였으나, 스탈린은 거부하였고, 그에게 자신은 폴란드 인민 해방 위원회(PKWN, 나중에는 "루블린 위원회")에 망명 정부가 참여할 수 있게 하겠다고 밝혔는데, 인민 해방 위원회는 소련의 전권대사 니콜라이 불가닌 상장이 직접 감독하는 위성 정당들과 공산주의자들로 구성된 집단이었다. 얄타 회담에서는 몰로토프-리벤트로프 조약에서 규정한 폴란드 동부 영토 대부분을 소련 영토에 병합하기로 합의되었고, 한편 폴란드에게는 동독의 일부 지역을 대신 주기로 하였다. 그리하여 우크라이나 소비에트 사회주의 공화국과 벨로루시 소비에트 사회주의 공화국은 각각 폴란드 동부 영토 일부를 얻게 되었다. 소련은 오데르-나이세선 동쪽의 독일 땅(이곳은 독일의 비옥한 지역 상당 부분을 차지하였다.)을 양도하였다. 또 얄타에서 인민 해방 위원회로 구성된 소비에트의 과도 정부가 망명 정부를 포함하여 "폭넓은 민주적 기반에 따라" 재구성하며, 재구성한 정부는 가장 먼저 선거 준비를 하기로 합의하였다.
폴란드 인민 해방 위원회는 자신들이 폴란드 사회를 대표하는 지역 자생의 단체로 가장하면서, 정부 당국의 역할을 가지고 제2차 세계 대전 이전 런던에 있던 폴란드 망명 정부에 도전하였다. 얄타 회담에서 약속한 "자유롭고 공명정대한 선거"가 치러질지에 대한 의심이 점차 커지게 되었다. 나치에 저항한 세력을 비롯하여 비공산주의자와 빨치산은 조직적으로 처형되었다. 인민 해방 위원회가 자신들이 정부에 참여시키길 원하는 사람을 고를 수 있는 권리가 있다고 주장하자, 새로이 자유롭게 정부가 들어서리라는 기대는 물거품이 되었고, 소비에트의 내무인민위원회는 1945년 3월 정부 재구성 협상에 참여하려는 폴란드 반체제 인사 16명을 소련으로 잡아가 그해 6월에 전시 재판에 넘겼다.
이들 반체제 인사들이 장기 복역을 선고받는 사이, 정치범이 풀려나고 소련군이 물러나리란 기대는 강한 수비대나 실행 계획이 없어 사라지게 되었다. 그리하여 미코와이치크를 비롯한 폴란드 망명 정부 요인들은 다시 대중의 지지를 얻고 여러 세력들을 자신들의 대의에 끌어들여 블록 정치를 잠식하였다. 그러자 스탈린은 미코와이치크의 폴란드 인민당이 의회에 할당된 의석의 1/4만 받아들여야 하며, 그렇지 않으면 억압과 정치적 고립이 뒤따르리라고 명령하였다. 브와디스와프 고무우카와 볼레스와프 비에루트가 주도하는 폴란드 공산주의자들은 자신들의 지지가 약하다는 것을 알고 있었는데, 특히 "3번의 동의"(3 razy TAK; 3xTAK)이라는 정책에 대한 국민 투표에서 대규모 공산주의식 토지 개혁과 산업 국유화 등 제시된 개혁에 지지한 비중이 폴란드 인구의 1/3도 되지 않아 부결되었다. 미코와이치크의 인민당은 공산당 세력 바깥에서 자신들의 몫을 빼앗으려는 압력에 계속 저항하자, 선거구 1/4에서 인민당 후보가 자격을 박탈당하는가 하면 1,000,000명 이상의 인민당 활동자들이 체포되는 등 공공연히 테러를 당하게 되었으며, 면밀하게 조작된 부정 선거로 고무우카의 공산주의 세력은 다수를 확보하였다.
미코와이치크는 희망을 잃고 나라를 떠났다. 그의 지지자들은 무자비한 억압을 끊임없이 당하게 되었다. 1946년 10월 날조된 국민투표로 새 정부는 고용인 50명 이상의 모든 기업 뿐 아니라, 두 곳 이외의 모든 은행을 국유화하였다. 특히 1946년에 대중의 반대는 진압당하였으나 지하 활동은 여전히 잔존하였다. 1947년 1월에 열린 부정 선거로 1949년 비민주적인 공산주의 국가인 폴란드 인민 공화국이 공식적으로 들어섰다. 저항군은 우크라이나에 병합된 폴란드 동부 지역에서 계속 공산주의자들과 싸웠으며, 이에 소련은 1944년에서 1952년 사이에 600,000여 명의 사람들을 체포하고 이 가운데 1/3 정도를 처형하였으며, 나머지는 구금 또는 망명되는 등의 조치로 대응하였다.

### 헝가리
소련이 헝가리를 점령한 이후 소련은 이 나라의 중요한 자산을 점유하고, 내정을 통제할 수 있게 하는 가혹한 조치를 취하였다. 소련군이 계급의 적을 박해하기 위해 경찰 조직을 세우자 소련은 빈곤에 처한 헝가리 인민들이 다음 선거에서 공산주의자들을 지지하리라고 예상하였다. 그러나 공산주의자들은 겨우 17%의 지지를 얻고 참패하여 틸디 졸탄 (Tildy Zoltan) 총리의 연정이 구성되었다. 그러나 소련이 이에 간섭하여 틸디를 배제하고 중요한 부서에 공산주의자들을 넣은 정부를 세우고, 선거에서 이긴 독립 소농ㆍ농민ㆍ시민의 정당을 금지하는 등 억압적인 조치를 취하였다. 공산당은 "살라미 전술"로 반대 세력에게서 작은 양보를 계속 얻어내었다. 헝가리에서 전후 처음으로 다수를 얻어 민주주의 체제를 세울 준비가 된 세력과 싸운 공산주의 지도자 라코시 마티아시 (Rákosi Mátyás)는 살라미 소시지를 자르듯 적을 분열시킨다는 '살라미 전술'이란 말을 만들어내었다. 1945년 소련의 클리멘트 보로실로프 원수는 자유 선거로 선출된 헝가리 정부에게 내무부 장관직을 헝가리 공산당의 지명자에게 양보하도록 강요하였다. 공산주의자인 내무 장관 러이크 라슬로(Rajk László)는 비밀 경찰 국가 보호국(ÁVH)를 설치하여 협박, 참소, 심문, 고문으로 정적들을 억압하였다.
1947년 초 소련은 라코시가 "계급 투쟁을 더욱 강조하는 노선"에 서도록 압력을 넣었다. 그 후 헝가리 인민 공화국이 성립하였다. 라코시의 권력이 절정에 이르렀던 때에 그는 개인 숭배를 강화하였다. "대머리 살인자"란 별명이 있는 라코시는 스탈린식의 정치ㆍ경제 계획을 모방하여, 헝가리는 유럽에서도 매우 잔혹한 독재 정치를 겪게 되었다. 그는 "스탈린의 헝가리인 최고 문하생"과 "스탈린의 가장 뛰어난 학생"을 자처하였다. 1940년대와 1950년대에 다른 곳보다 헝가리의 저항 운동이 심해서, 다른 위성 국가들보다 헝가리는 가장 잔혹한 억압 정책을 폈다. 1948년에서 1956년까지 대략 350,000 명의 헝가리 공직자와 지식인들이 숙청되었다. 수천 명이 체포되고 고문당하고 재판을 받아 강제 수용소에 투옥되거나 동쪽으로 강제 이주되고 또는 처형당하는데, 그 중에는 그 중에는 국가 보호국을 창설한 러이크 라슬로(Rajk László)도 있었다. 1940년대부터 1960년대에 이르기까지 헝가리에서는 집단농장화가 계속되었다. 1956년 헝가리 혁명을 진압하고자 소련군이 침공하여(그 와중에 지도자 너지 임레가 처형되었다) 국가 통제가 더욱 강력해진 지 거의 10년이 지나서야 굴라시 공산주의에서 약간의 억압 조치를 완화하였다.

### 불가리아
1944년 9월 5일, 소비에트 연방은 불가리아가 독일을 돕고 자국 영토를 독일군이 이용하지 못하게 한다는 구실로 불가리아에 전쟁을 선언하였다. 나흘 뒤 소련군은 국경을 넘어 다음날 밤 공산주의 쿠데타가 일어날 환경을 조성하였다. 그리하여 공산주의자가 조종하는 "애국 전선"이 등장하여 정전 협정이 체결되었다. 소피아의 소비에트 군 지휘관이 최고 권한을 가졌으며, 키몬 게오르기예프 등 그의 명령을 받는 공산주의자들은 국내 정치를 완전히 장악하였다. 1946년 10월 선거에서 정치 활동가들이 구금되고, 신문 출판이 금지되며, 반대 세력 지지자들이 공산주의자 폭력단에게 곧잘 공격받는 등 야당 세력이 탄압받았다. 야당은 선거에서 28%의 표를 얻었으며, 이들의 의회 지도자 니콜라 페트코프는 계속 공산주의자의 탄압을 비난하였다. 1947년 6월 5일 페트코프는 의회 청사에서 체포되어 전시 재판으로 넘겨졌으며, 간첩 혐의로 사형을 선고받아, 그 해 9월 23일에 교수형에 처해졌다. 불가리아 비밀 경찰은 페트코프의 가짜 자백을 출판하여 내놓았다. 자백이 거짓임은 너무나 분명하여 물의를 빚었으며, 당국은 이에 대해 더 이상 언급하지 않았다. 그 후 불가리아 인민 공화국이 성립하였다.

### 체코슬로바키아

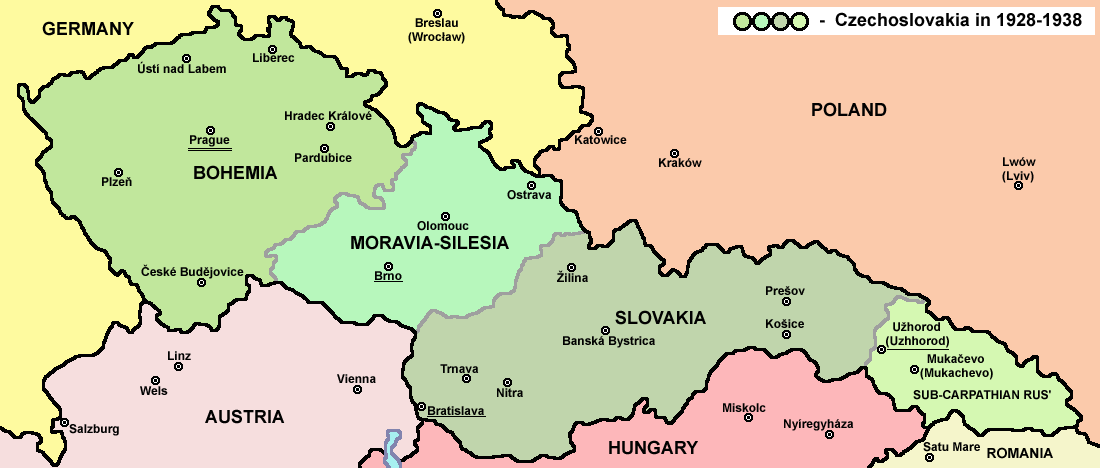
체코슬로바키아의 동쪽 끝에 있는 자카르파탸(카르파티아 루테니아) 지역(하늘색)은 소비에트 연방 영토로 병합되었으며, 나머지 영토가 체코슬로바키아 사회주의 공화국이 되었다.

1943년 체코슬로바키아의 망명 정치가 에드바르트 베네시 (Edvard Beneš)는 소련의 외교 정책에 무조건 따르라는 스탈린의 요구에 응하여, 베네시 선언에 따라 백만여 명이 넘는 주데텐의 독일인을 "부자"로 치부하여 추방하고, 헝가리인들도 쫓아냈다. 베네시는 스탈린과 군사ㆍ경제 분야에서 "긴밀한 전후 협조"를 약속하여, 체코슬로바키아의 "공산주의를 향한 인민의 길"에 따라 대지주의 재산, 공장, 광산, 제강소, 은행을 몰수하여 국유화하였다. 베네시는 러시아의 하수인은 아니었으며, 그의 계획에서는 다른 동구권 국가의 몇몇 내정 개혁과 다른 점이 있었으나, 스탈린은 베네시가 재산 몰수를 실시했고, 여타 소비에트 블록 나라보다 체코슬로바키아의 공산주의자 세력이 강하다는 점에도 만족하여 그를 반대하지 않았다.
1945년 3월 베네시는 모스크바를 방문하였다. 소련 내무인민위원회의 질문 목록에 답변한 뒤 베네시는 주데텐에 사는 이백 만 여명의 독일인과 400,000명에서 600,000명 사이의 헝가리인을 국외로 퇴거시키고, 소련군과 긴밀히 공조하는 강력한 군대를 육성한다는 계획으로 소련 정부를 기쁘게 하였다. 1945년 4월 세 개의 사회주의 정당이 지배하는 거국 연정인 제3공화국이 창설되었다. 공산당의 힘이 강했고(이들은 300석 가운데 114석을 점하였다) 베네시가 소련에 충성하였기 때문에 다른 동구권 국가와 달리 소련 정부는 체코슬로바키아에 블록 정치를 강제하거나 "믿을 만한" 간부를 최고위직에 앉히도록 요구하지 않았으며, 행정부과 입법부는 체코슬로바키아에서 예전대로 하던 구조를 계속 유지하였다. 그러나 소련은 체코슬로바키아 공산당이 1946년 선거에서 가장 많은 표를 얻고도 자신의 입지를 펼치지 않는데 처음으로 실망하였다. 이들은 지방 정부를 공산당이 장악한 새로이 구성된 위원회로 대체하여 기존의 행정 실권을 빼앗았으나, 군대내에 "부르주아"의 영향을 제거하거나 실업가와 대지주와 재산을 몰수하지는 못하였다.
체코슬로바키아는 어느 정도 독립적인 정치 구조를 가지고 있어 처음부터 소비에트 블록의 전형적인 정치ㆍ사회ㆍ경제 체제를 갖추지 못했으므로 소련 당국은 이를 문제시하게 되었다. "애국 전선" 바깥의 세력들은 정부에서 배제되었으나, 이들은 아직 건재하였다. 소련군이 점령한 나라들과 달리, 체코슬로바키아에는 공산당이 이미 주도적인 역할을 주장할 수 있어서 소련의 군정 당국이 없었다.
소련 당국은 다가오는 1948년 선거에서 공산주의자가 승리하리란 기대를 잃어갔다. 1947년 5월에 크렘린의 어느 보고서에서는 서방 민주주의를 찬양하는 "반동적 요소"가 강해졌다고 결론을 내렸다. 체코슬로바키아가 마셜 계획의 자금을 얻을 것을 잠시 고려하고, 그리하여 1947년 9월 시클라르스카 포렝바에서 코민포름이 여러 공산당을 비난하면서, 루돌프 슬란스키 (Rudolf Slánský)는 국가 안보국(StB)이 당내 정적을 제거하고 반대자를 숙청하여 권력을 잡을 계획으로 프라하에 돌아왔다. 1948년 2월 초에 공산주의자인 내무 장관 바츨라프 노세크 (Václav Nosek)는 국가 경찰대에 남은 비공산주의자들을 숙청하려 하는 월권 행위를 하였다. 소련의 발레리안 조린 (Valerian Zorin) 대사는 쿠데타를 준비하기 위하여 프라하에 도착하였으며, 비공산주의자가 장관직에 오르고 군대가 병영에서 출금 조치되자 정변을 일으켰다. 소련군에 복무하는 조린 (Zorin)과 함께 공산주의자 "행동 위원회"와 노동조합 민병대가 이내 조직되어 무장하고, 반공주의자를 숙청할 준비를 갖추었다. 베네시는 내전이 일어나고 소련이 간섭할 것을 두려워하여 1948년 2월 25일에 항복하고 체코슬로바키아 공산당(KSČ)이 장악한 정부를 인명하였으며, 그 지도자는 스탈린주의자인 클레멘트 고트발트 (Klement Gottwald) 로, 이틀 뒤에 총리직 취임에 선서하여 독재를 이끌었다. 유일하게 고위직에 있던 비공산주의자인 얀 마사리크 (Jan Masaryk)는 2주 뒤에 시체로 발견되었다. 소련이 지원한 쿠데타는 대놓고 잔인하게 행동하자 서방 국가들은 이전의 어떤 사건보다도 충격을 받았으며, 일시적으로 전쟁 자세를 취하여, 미국 의회내에서 미국 트루먼 대통령의 마셜 계획에 반대하던 소수의 사람들조차 찬성으로 돌아섰다.

### 루마니아

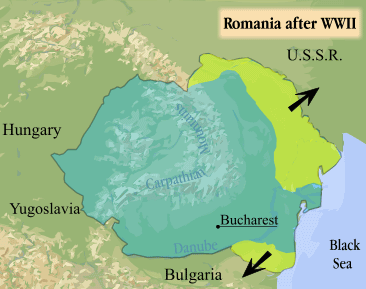
북쪽의 연두색 지역은 소련에 병합되어 몰도바 소비에트 사회주의 공화국과 우크라이나 소비에트 사회주의 공화국의 체르니우치주와 이즈마일주 지역으로 편입되었다. 진한 녹색 땅은 루마니아 인민 공화국의 땅으로 남았다.

1944년 8월 소련군이 독일 국방군과 루마니아군과 전쟁을 벌이고 있을 당시, 소비에트의 간첩인 에밀 보드너라슈 (Emil Bodnăraş)는 지하 연대 조직을 세워, 겨우 두 소집단으로 이루어진 공산주의자 세력이 쿠데타를 일으켜 권력을 잡고자 하였다. 그러나 미하이 1세 임금이 이미 정변을 일으켰으며, 보드너러슈도 여기에 참가하여 미하이가 집권하였다. 루마니아가 추축국과 싸운 지 2년 뒤에 소련이 침공하자 1945년 2월 얄타 회담과 1945년 7월 포츠담 회담에서 서방 연합국은 소련이 이 지역을 병합하는 데 동의하였다. 미하이 임금은 소련의 정전 협정을 받아들였는데, 이 가운데는 루마니아 북부를 소련이 병합한다는 조항도 있었다. 1940년대에 소련이 북부 부코비나의 일부 지역과 베사라비아를 병합하면서 중요한 농업 지역인 이 곳에 몰다비아 소비에트 사회주의 공화국이 들어섰고,(다른 루마니아 영토는 우크라이나 소비에트 사회주의 공화국의 체르니우치주 (Chernivtsi Oblast) 와 이즈마일주 (Izmail Oblast) 로 넘어갔다.) 이로써 루마니아와 소련의 긴장이 고조되었는데, 특히 1965년 이후에 상황이 더 악화되었다. 또 얄타 회담에서는 남은 루마니아 땅에 대해서도 소련의 지배권을 인정받았으며, 소련은 루마니아를 점령하였다.
소련은 '인민 민주 전선'을 조직하였는데, 이 조직은 농민 전선을 비롯한 여러 세력으로 구성되었는데, 점차 공산주의자 세력이 우세해졌다. 1945년 2월, 친소파는 소련 점령군의 지원을 이용하여 무제한적인 통제권을 얻기 위해 위기를 일으켰다. 1945년 3월에 스탈린의 측근인 안드레 비신스키 (Andre Vyshinskii)는 부쿠레슈티에 가서 인민 전선에 추종하는 사람들로만 이루어진 정부를 세웠다. 정부 요인 가운데는 농민 전선의 페트루 그로자 (Petru Groza) 박사도 있었는데, 총리직에 올랐다. 그로자는 여러 세력으로 구성된 정부를 세웠는데, 공산주의자가 요직을 맡았다. 군부에 대해서는 군대 주요 사령관들을 제거하고 사상 교육을 받은 전쟁 포로로 구성된 2개 사단을 들여와 군부 저항의 싹을 잘랐다. 보드너라슈는 서기장으로 임명되었고, 일반 경찰과 비밀 경찰을 재조직하였다.
서방 연합국의 반대를 받았으나, 기존 정당들은 정부에서 배제되고, 억압이 강화되었다. 강력한 공산주의 독재를 준비하기 위하여, 지방 정치가를 억압하고 라디오와 언론이 엄격하게 통제하는 계획이 세워졌다. 미하이 1세가 어떤 법안에도 재가하기를 거부하여 그로자를 사임시키려 하자("임금의 공격") 그로자는 미하이의 재가 없이 법령을 제정하였다. 소련이 서방 연합국에 약속했던 1946년 11월 루마니아 총선에서 루마니아 공산당(PCR)은 참패하였고, 미국 대사관에서는 블록 세력이 얻는 표는 전체의 8%에 불과하며, 이와 견주어 경쟁 세력인 농민당은 70%를 받았다고 추산하였다. 충격에 휩싸인 공산주의자들은 모스크바에 조언을 요청하자 소련에서는 선거 결과를 왜곡하라고 답변하였다. 48시간 뒤에 이들은 루마니아 공산당 블록이 70%를 득표하여 서방의 강력한 비판을 받았다.
1947년 초 보드너라슈는 루마니아 정치가 게오르게 게오르게우데지와 마우레르가 루마니아 경제를 강화하고자 영국과 미국과 관계를 증진하여 하며, 소비에트 점령군에 불평하고 있다고 보고하였다. 그리하여 루마니아 공산당은 인민 농민당 지도자들을 전시 재판에 회부하는 등 중도 정당 세력을 제거하였으며, 다른 정당을 공산당에 합병하였다. 1948년 비공산주의자 정치가 대부분이 처형되거나 추방되거나 투옥되었다. 1948년 공산당은 루마니아 인민 공화국의 건국을 선포하였다.

### 알바니아
1945년 12월, 알바니아 인민 의회 선거가 열렸는데, 후보는 각각 한 사람밖에 없었으며 모두 엔베르 호자가 이끄는 공산주의 민주 전선 출신이었다. 민주 전선의 후신인 인민 해방 전선은 경찰, 사법부, 경제를 장악하였으며, 사법 교육을 받지 않은 판사들이 주재한 일련의 전시 재판을 통하여 정적 수백 명을 제거하였다. 1946년 알바니아는 알바니아 인민 공화국으로 선포되었으며, 그 후 미국과 관계를 끊고 1947년 마셜 계획에 참여하기를 거부하였다. 1948년 유고슬라비아와 소련이 결렬하면서 알바니아와 유고슬라비아의 긴밀했던 관계도 끊어졌다. 알바니아는 바르샤바 조약의 창립 회원국이었으며, 소련의 지원에 크게 의존한 나라였다. 호자는 스탈린주의 교조에 경도되어 있었기 때문에 1960년에 소련에서 탈스탈린화가 일어나자 소련과 관계가 끊겼다. 알바니아는 마오쩌둥의 중국과 긴밀한 관계를 맺게 되었다. 마오쩌둥이 죽자 1978년 알바니아는 중국과도 관계가 나빠졌다.

### 유고슬라비아
제2차 세계 대전 이후 유고슬라비아는 승전국으로 인정되었으며, 점령군이나 연합군의 위임 통치를 받지도 않았다. 2차 세계 대전 당시 공산주의 빨치산이 활약하였으며, 왕당파인 유고슬라비아 군대 지도자 드라자 미하일로비치 (Draža Mihailović) 와 페타르 2세 임금에 대한 반감이 있었기 때문에 공산주의는 어느 정도 서방에 대한 인기있는 대안으로 여겨졌다. 새로운 유고슬라비아 민주 연방의 내각이 구성되었을 때 각료 28명 가운데 25명이 요시프 브로즈 티토가 이끌던 공산주의자인 유고슬라비아 파르티잔 출신이었다. 유고슬라비아 공산주의자 연맹은 인민 전선 연대를 구성하였는데, 첫 선거에서 반대 후보 없이 한 가지 형태의 정부 명부만 제시되어 찬반 여부만 물어 반대 세력이 보이콧하였다. 뒤이어 검열, 출판물 배포 제한, 반대 집단에 대한 공공연한 위협의 조치가 취해졌다. 선거를 치르고 3주 뒤에 인민 전선은 새로운 공화국이 건국되었음을 선포하였으며, 두 달 뒤인 1946년 1월에 새 헌법이 발효되어 유고슬라비아 민주 연방이 들어섰다. 공산주의자들은 미하일로비치를 체포하고 재판을 벌여 물의를 일으켰으며, 결국 그를 처형하고 다른 몇몇 이들도 같은 운명을 당하는 등 계속 반대 세력을 탄압하였다. 이후 친소련 행보를 보이다 1948년 티토-스탈린 결렬로 소련과 관계가 끊어지고 비동맹 운동을 결성하게 되었다.

## 북한
소련이 포츠담 회담에서 8월 8일에 일본 제국에게 선전포고를 하여 8월 20일에 평양과 개성까지 내려와 한반도 북부를 점령하여 공산 폭정을 실시하였다. 1946년에 조선 임시 위원회가 수립되었고 1948년 9월 9일에는 조선민주주의인민공화국이 건국되었다.

## 연합국과의 배분 충돌
연합군은 독일의 동독 지방에서 베를린지방을 나누는 데 충돌하였다. 이로 인해 동베를린과 서베를린으로 베를린이 갈라지게 되고, 독일은 서로 갈라지게 된다.

## 같이 보기
- 소련의 군사사
- 서구의 배신